# زيارت بالا (جمع أبرود)
زيارت بالا (بالفارسية: زیارت بالا) هي قرية تقع في إيران في قسم جمع أبرود الريفي (مقاطعة دماوند). يقدر عدد سكانها بـ 97 نسمة .